# Exceeding His Duty
Exceeding His Duty è un cortometraggio muto del 1911 diretto da Lewin Fitzhamon.
Si conoscono pochi dati del film che, prodotto dalla Hepworth, fu distrutto nel 1924 dallo stesso produttore. Cecil M. Hepworth, in gravi difficoltà finanziarie, giunse a tanto per poter recuperare il nitrato d'argento della pellicola.

## Trama
Un poliziotto picchia un mendicante per aver maltrattato un bambino e viene rimproverato per eccesso di zelo.

## Produzione
Il film fu prodotto dalla Hepworth.

## Distribuzione
Distribuito dalla Hepworth, il film - un cortometraggio di poco più di 50 metri  - uscì nelle sale cinematografiche britanniche nel marzo 1911.